# Jacek Piotr Mieroszewski
Jacek Piotr Mieroszewski (ur. 1771, zm. 2 września 1850 w Gorzycach) – sekretarz stanu Wolnego Miasta Krakowa.

## Rodzina
Syn Wojciecha i Katarzyny z Miłkowskich brat Jana Kazimierza (1768–1842). Poślubił Barbarę z domu Wilczek, ojciec Lucyny Mieroszewskiej.

## Działalność
Właściciel Dalewic i Kapelanki (Kraków). W okresie Księstwa Warszawskiego asesorem przy prefekturze departamentu krakowskiego, później sekretarz generalny senatu Wolnego Miasta Krakowa i jego dożywotni senator. W 1836 roku sprzeciwił się wejściu wojsk okupacyjnych do Krakowa i nominacji Józefa Hallera na prezesa Senatu, w wyniku czego został usunięty ze stanowiska i pozbawiony prawa do emerytury.
Był członkiem Towarzystwa Naukowego Krakowskiego, pomysłodawcą usypania kopca Kościuszki.